# Румунска православна црква Светог Николе у Ритишеву
Румунска православна црква Светог Николе у Ритишеву, месту у општини Вршац, под заштитом је државе као споменик културе од великог значаја.
Румунска Православна црква у Ритишеву се помиње први пут 1763. године, а у Аустро-турском рату, 1788. године, страдали и село и црква, да би била обновљена 1796. и 1797. године.
Иконостас је зидан и делимично осликан. Претпоставка је да су композиције рад Симеона Јакшића из Беле Цркве, за време обнове после рата. Изнад царских двери стоји натпис на румунском језику. Изгледа да су престоне иконе, израђене уљем на дрвету, настале у другој половини 18. века. Потписане царске двери се потпуно разликују од осталих икона и зидних слика, а дело су зографа Георгија Ђаконовића из 1763. године. Првобитно су биле намењене за иконостас цркве у селу Кеверишу. На Богородичином трону стоји икона Богородице са Христом, са дужим записом који помиње тада столујућег епископа вршачког Јосифа Јовановића Шакабенту, аутора и годину сликања. Дело је вршачког сликара Рајка Стојановића из 1804. године, коме су приписане и слабо видљиве зидне слике датоване у почетак 19. века. У цркви је сачувано и неколико икона из друге половине 18. века.
Престоне иконе чишћене су и конзервиране 1961. године.